# Cynodon nlemfuensis
Cynodon nlemfuensis är en gräsart som beskrevs av Hyacinthe Julien Robert Vanderyst. Cynodon nlemfuensis ingår i släktet hundtandsgrässläktet, och familjen gräs. Utöver nominatformen finns också underarten C. n. robustus.